# Køge Bugt-banen
Køge Bugt-banen, järnvägslinje utmed Kögebukten på Själland i Danmark, trafikerad med S-tåg mellan Køge och Köpenhamn (linjerna A och E). 
Linje A går från norra Köpenhamn via centrum till Hundige eller Solrød Strand och stannar på alla stationer däremellan. Linje E går från norra Köpenhamn via centrum till Køge, men stannar inte på stationer mellan København Syd och Friheden, och Friheden och Ishøj.